# Долан (Калмыкия)
Долан (калм. Долан — семь) — посёлок в Юстинском районе Калмыкии, входит в состав Эрдниевского сельского муниципального образования.

## География
Посёлок расположен в западной части Прикаспийской низменности в 16,6 километрах к юго-западу от посёлка Эрдниевский (центр СМО). Населённый пункт находится в южной части Юстинского района Калмыкии к востоку от автодороги регионального значения Утта - Цаган Аман в 109 километрах к юго-юго-западу от посёлка Цаган Аман (районный центр).

## История
Дата основания населённого пункта не установлена. Впервые обозначен на немецкой военной карте 1941 года. После депортации калмыков посёлок, судя по всему, пришёл в запустение. На административной карте Астраханской области 1956 года в качестве самостоятельного населённого пункта не отмечен.

## Население
| 2002 | 2010 | 2012 |
| ---- | ---- | ---- |
| 9    | ↗19  | ↘7   |

Национальный состав
Согласно результатам переписи 2002 года большинство населения посёлка составляли казахи (82 %)
| Национальность | Численность (2010) | Процент |
| -------------- | ------------------ | ------- |
| Калмыки        | 14                 | 77,8%   |
| Казахи         | 4                  | 22,2%   |
| Всего          | 18                 | 100%    |